# 비밀화학

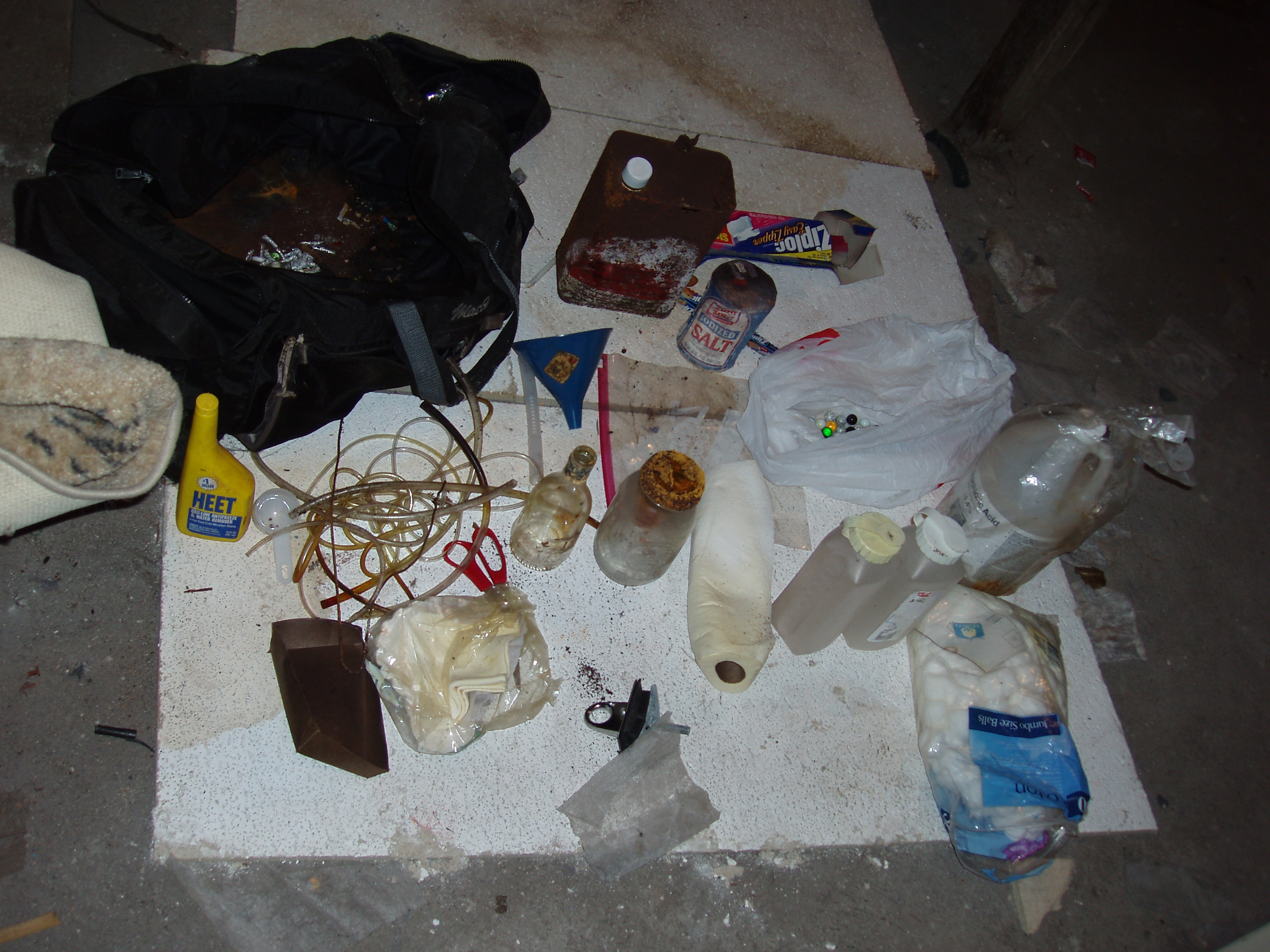
2009년 피치버그 (매사추세츠주)의 메스 실험실에서 발견된 물품들

비밀화학(clandestine chemistry)은 비밀리에, 특히 불법 약물 실험실에서 수행되는 화학이다. 더 큰 규모의 실험실은 일반적으로 암시장에 배포하기 위해 제품을 생산하려는 갱단이나 조직 범죄에 의해 운영된다. 소규모 실험실은 더 적은 양의 규제 물질을 합성하기 위해 은밀하게 작업하는 개별 화학자에 의해 운영될 수도 있고, 종종 암시장에서 구입한 불법 합성 약물의 순도를 확인하는 것이 어렵기 때문에 단순히 화학에 대한 취미 관심 때문에 운영될 수도 있다. 비밀 실험실이라는 용어는 사용 중인 시설이 실제 실험실로 인정되는지 여부에 관계없이 불법 화합물 생산과 관련된 모든 상황에서 일반적으로 사용된다.

## 같이 보기
- 브레이킹 배드